# Vanessa ou la Magie des rêves
Vanessa ou la Magie des rêves (魔法の妖精 ペルシャ, Mahō no Yōsei Perusha) est une série animée de magical girl produite par Studio Pierrot à partir de 1984.
En France, la série a été diffusée à partir du 13 février 1988 sur La Cinq dans l'émission Youpi ! L'école est finie.

## L'histoire
Vanessa est une petite fille de onze ans qui a grandi avec les animaux sauvages, comme Simbad le lion, dans la plaine du Serengeti en Afrique, uniquement vêtue d'une peau de léopard. Les jumeaux Lionel et Jacquot et leur grand-père Gontrand ramènent Vanessa au Japon, pour rejoindre ses parents Nadia et Marc qui tiennent une épicerie. Mais l'avion a un accident et Vanessa se retrouve dans un pays féérique.
La souveraine des rêves des humains, la princesse Cristal, lui donne un serre-tête magique qui se transforme en baguette magique lorsqu'elle prononce le mot « papillon ». Elle peut aussi se transformer en jeune femme grâce à cette baguette magique. Vanessa est alors renvoyée dans son monde, accompagnée de trois kappas, Ding, Dang et Dong, avec la mission de recueillir les rêves d'amour pour dégeler le pays des rêves.

## Liste des épisodes
- 01. Voyage au pays des rêves
- 02. Le lion qui se transforme en chat
- 03. Prise d'otage
- 04. Vanessa épouse le premier qui éternue
- 05. La championne
- 06. Le dauphin d'argent
- 07. Les vacances de l'artiste
- 08. Jacquot a été changé en fille
- 09. Le premier amour de Simbad
- 10. Programme matrimonial
- 11. Dans le monde des rêves
- 12. Six bébés à la fois
- 13. La plus rapide de la ville
- 14. La photo souvenir
- 15. Lionel contre le pilote à la rose
- 16. Une maison pas comme les autres
- 17. Dur apprentissage
- 18. Lionou et Gatsby les princes jumeaux
- 19. Le sosie d'une muse
- 20. Vanessa a perdu ses pouvoirs magiques
- 21. Jacquot et Lionel prisonniers
- 22. Feux d'artifice pour Vanessa
- 23. La fée des neiges
- 24. Sylvia tricote !
- 25. Le Père Noël passera à vingt heures
- 26. La fête du lion
- 27. Le secret de Vanessa
- 28. Les vampires attaquent
- 29. La réunion des parents d'élèves
- 30. Blanche-Neige appelle au secours
- 31. La baguette magique est cassée
- 32. Une bien triste Saint-Valentin
- 33. Le scoop du siècle
- 34. Belle comme un ange
- 35. Le concours de photos
- 36. Lionel et le patinage artistique
- 37. La vierge d'or
- 38. Un mystérieux vagabond
- 39. L'exposition scientifique
- 40. La loi du silence
- 41. Le voyage dans le futur
- 42. La fugue
- 43. La tulipe tricolore
- 44. Les amours d'enfance
- 45. Des larmes au printemps
- 46. Ne me quitte pas
- 47. La princesse Fairie se réveille
- 48. Les adieux

## Les personnages
- Vanessa (速水ペルシャ, Hayami Persia?) : Vanessa possède un serre-tête magique qu'elle peut transformer en baguette magique pour la transformer et faire de la magie. Elle aime aussi bien Lionel que Jacquot.

- Jacquot (室井学, Muroi Gaku?) : Frère jumeau de Lionel, il s'occupe de Vanessa comme d'une sœur.

- Lionel (室井力, Muroi Riki?) : Frère jumeau de Jacquot, il s'occupe de Vanessa comme d'une sœur. Il sort avec Sylvia.

- Marc (速水英樹, Hayami Hideki?) : Mari de Nadia et père adoptif de Vanessa, il tient une épicerie avec sa femme.

- Nadia (速水久美, Hayami Kumi?) : Femme de Marc et mère adoptive de Vanessa, elle tient une épicerie avec son mari.

- Dominique (真鍋よよ子, Manabe Yoyoko?) : une fille de la classe de Vanessa. Elle est très amoureuse de Jacquot, et jalouse de Vanessa.

- Sylvia (御友小夜, Miyomo Sayo?) : petite amie de Lionel.

- Gontrand (室井剛健, Muroi Gōken?) : Grand-père de Lionel et Jacquot, il a amené Vanessa au Japon et l'aide à s'adapter au pays.

## Distribution

### Voix originales[1]
- Miina Tominaga : Persia Hayami
- Yoko Asagami : Fairy
- Yū Mizushima : Riki Muroi
- Keiichi Nanba : Gaku Muroi
- Akio Nojima : Hideki Hayami
- Daisuke Gōri : Simba
- Gara Takashima : Kumi Hayami
- Hideyuki Tanaka : Professeur Akanuma
- Kazuhiko Inoue : Kenji Sawaki
- Yuzuru Fujimoto : Gouken Muroi
- Tōru Furuya : Gouken Muroi (jeune, ép 14)
- Hideki Fukushi : Monsieur Omawari
- Masako Sugaya : Bonbon
- Ryō Horikawa : Toby et Youichi Kinuta
- Saeko Shimazu : Sayoko
- Sakurako Kishiro : Yoyoko Manabe
- Shigeru Chiba : Geragera
- Sukekiyo Kameyama : Meso Meso
- Yūko Mita : Puri Puri et Tsutomu (jeune)
- Yumi Takada : Minami
- Yuriko Fuchizaki : Kishin Shinokawa

### Voix françaises[2]
- Annabelle Roux : Vanessa Hayamizu et Peter
- Valérie Barouille : Vanessa Hayamizu (chant)
- Dominique Bailly : Fairy, Dominique et Bonbon
- Michel Prud'homme : Gontrand et Simbad
- Roxane Lebrun : Sylvia
- Manuel Bonnet : Père de Vanessa

Doublage français
- Studio : Unité 2
- Directeur artistique : Dominique Bailly

## Chansons

### Opening
- "Mishiranu Kuni no Tripper" de Maiko Okamoto
- "Oshare Mesaru Na" de MIMA

### Ending
- "Lovely Dream" de Maiko Okamoto
- "Daisuki Simba" de Miina Tominaga

### Générique français
- "Vanessa ou la magie des rêves" de Valérie Barouille

### Insert song
- "Mishiranu Kuni no Tripper" de Maiko Okamoto (VF : Valérie Barouille)

## Sorties DVD
- Déclic Images édita plusieurs versions de coffrets. Deux en édition simple, en version française seulement. La première de deux box (24 épisodes chacun) en novembre 2006. Suivie en 2007 d'une "édition petit prix", cette fois en 3 box de 4 DVD (16 épisodes par coffret). Une édition Collector (comprenant la VOSTF, la VF ainsi qu'un livret) était prévue au même titre que les trois autres Magicals girls du Studio Pierrot, mais elle fut annulée.

## Commentaires
- Lors de la sortie DVD, le générique français fut remonté différemment de celui d'époque car certaines scènes provenaient du japonais comportant des crédits. Celui de Creamy, merveilleuse Creamy (Mahō no tenshi Creamy Mami) est également concerné.

- Les compagnons de Vanessa apparaissent dans Emi Magique à plusieurs reprises. Nous les retrouvons à 12:26 et 12:45 dans l'épisode 19, dans le 31 à 5:45, ainsi que dans le 36 à 18:21. La tête de l'un d'eux remplace l'emblème de Macross durant un dessin animé regardé par Maï et Boulou dans l'épisode 31 à 8:06.

- Vanessa est représentée sur le plumier de Maï, toujours dans Emi Magique, dans l'épisode 21, à 12:01 et 12:06.
- Dans "Adesugata Mahou no Sannin Musume" , il y a "Emi magique" , "Susy aux fleurs magiques" et "Creamy, merveilleuse Creamy" avec "Vanessa ou la Magie des rêves".

### Sites officiels
- (ja) Persia, the Magic Fairy
- Ressources relatives à l'audiovisuel :   - IMDb
  - OFDb